# Macrostomion bicolor
Macrostomion bicolor är en stekelart som beskrevs av Szepligeti 1900. Macrostomion bicolor ingår i släktet Macrostomion och familjen bracksteklar. Inga underarter finns listade i Catalogue of Life.